# Martin Winterkorn
Martin Winterkorn, né le 24 mai 1947 à Leonberg, dans le Bade-Wurtemberg, en Allemagne, est un chef d'entreprise, président du directoire du groupe Volkswagen de 2007 à 2015. Il démissionne à la suite de l'affaire Volkswagen, scandale de fraude sur les émissions polluantes des véhicules produits par le groupe.

## Biographie

### Formation
Winterkorn a étudié la métallurgie et la physique des métaux à l'université de Stuttgart de 1966 à 1973. De 1973 à 1977, il était étudiant en doctorat à l'Institut Max Planck dans le domaine de la recherche sur la physique des métaux, où il obtient son diplôme en 1977.

### Carrière
Winterkorn entame sa carrière en 1977, comme assistant spécialisé dans la division de recherche Génie des Procédés chez Robert Bosch GmbH. De 1978 à 1981, il dirige le groupe Substances et Procédés dans le développement de compresseur frigorifique.
En 1993, Martin Winterkorn devient chef de l'Assurance Qualité Groupe chez Volkswagen AG. Il devient responsable de VW Group Product Management à partir de juin 1995. En janvier 1996, Winterkorn succède à Herbert Schuster comme membre du conseil d'administration pour la gestion du développement technique et il incite le PDG de Volkswagen de l'époque Ferdinand Piëch à approuver la production de la New Beetle. Il est élu président du conseil d'administration d'Audi AG, le 1er mars 2002 et dirige la filiale Audi du groupe (y compris les marques Seat et Lamborghini). En sa qualité de chef de la direction du conseil d'administration d'Audi AG, Winterkorn est également membre du conseil d'administration de Volkswagen AG. Il succède à Bernd Pischetsrieder en tant que PDG de Volkswagen AG, le 1er janvier 2007 et président du conseil de surveillance de Porsche et de Audi,.
En septembre 2015, à la suite de l'« affaire Volkswagen », Winterkorn doit présenter ses excuses au nom du groupe Volkswagen pour l'installation d'un logiciel permettant de tricher à des tests d'émissions dans 11 millions de véhicules diesel. Winterkorn confirme que Volkswagen est contraint de rappeler 500 000 voitures aux États-Unis ; le groupe y encourt jusqu'à 18 milliards de dollars d'amende (37 500 dollars par voiture). Il démissionne de son poste de PDG de Volkswagen AG le 23 septembre 2015, à la suite de cette affaire.
À la suite du scandale de l'affaire Volkswagen de septembre 2015, une enquête judiciaire est ouverte contre Martin Winkertorn par le parquet de Brunswick pour fraude contre l’ancien patron « du fait de plaintes au pénal ». Parallèlement, le groupe Volkswagen dépose une plainte contre X dans la même affaire. Il pourrait être jugé pour avoir « sciemment informé trop tard les marchés financiers des conséquences financières du scandale se comptant en milliards, et avoir ainsi influencé le cours boursier ».

### Autres activités
Depuis juin 2003, Winterkorn est professeur honoraire de l'université polytechnique et économique de Budapest, en reconnaissance de ses services rendus à la promotion de la recherche. Il est aussi membre du conseil de surveillance du FC Bayern Munich. Il apparait deux années de suite dans le classement Power List du magazine américain Motor Trend en 2007 et 2008,.

## Distinctions
- Grand-croix de l'ordre d'Isabelle la Catholique (2014)[10]